# Йоса Бусон

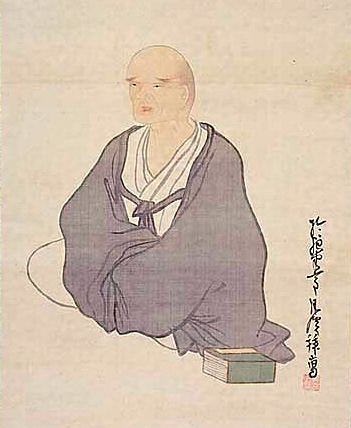
Йоса Бусон (портрет пензля Ґосюна, 18 століття).

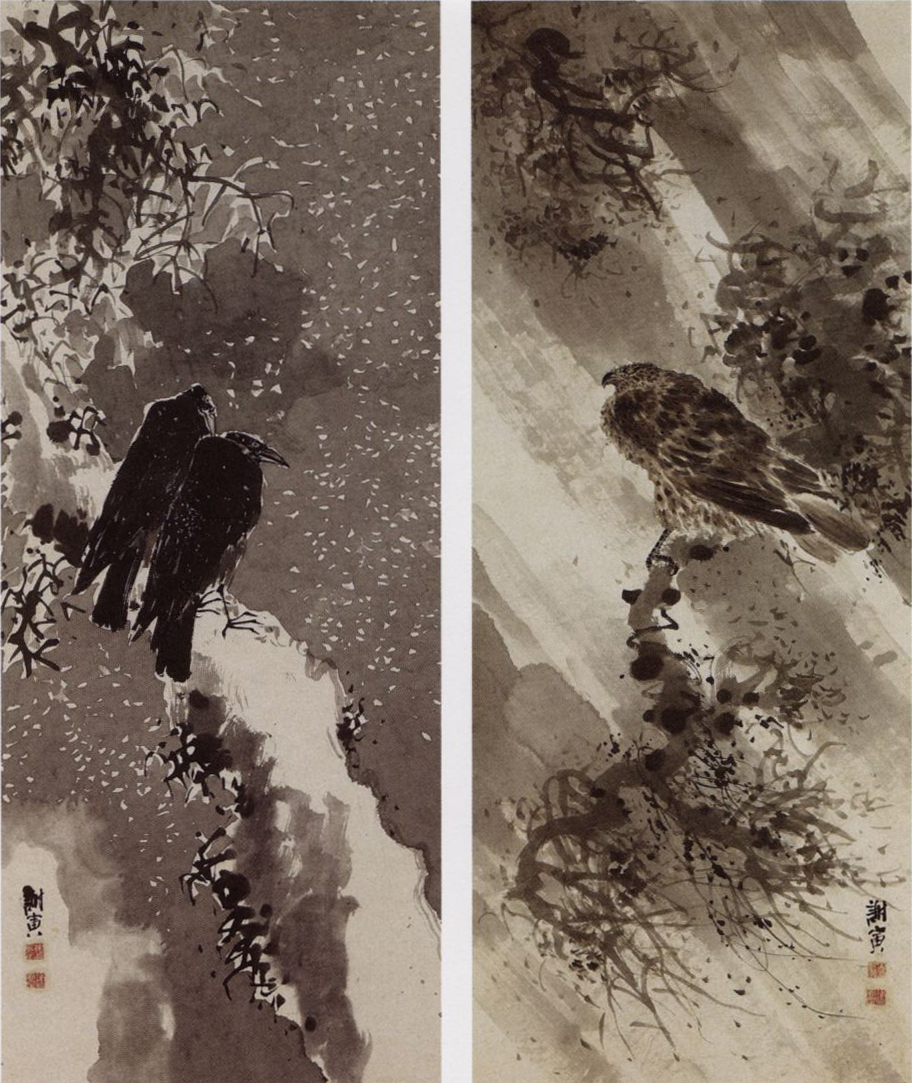
Круки і яструб (鳶鴉図)

Йоса Бусон (яп. 与謝蕪村, よさぶそん; 1716 — 17 січня 1784) — японський культурний діяч, поет і художник періоду Едо. Представник поетичного жанру хайку та художнього стилю нан-ґа. Справжнє прізвище — Таніґуті (谷口). Мав багато псевдонімів.

## Короткі відомості
Йоса Бусон народився 1716 року в селі Кема повіту Хіґасінарі провінції Сеццу, в родині заможного селянина. В середині 1730-х він самостійно вирушив до міста Едо навчатися малюванню, китайській і японській поезії. 1737 року хлопець став учнем Хаяно Хадзіна, наступника легендарного Басьо. Після смерті наставника 1742 року, він перебрався до міста Юкі в провінції Сімоцуке, де став навчатися у майстра Ісаоки Ґанто. Згодом, під впливом поезії і життєвого шляху Басьо, молодий поет вирушив у подорож по Північній Японії і через два роки він видав свою першу «Новорічну збірку» з віршами хайку в місті Уцуномія. В ній він вперше використав псевдонім «Бусон» (Ріпкове село). Наступного,1745 року, поет опублікував в Юкі посмертну оду на честь митця Хяамі Сінґи, що була написана у новому стилі «вільного вірша». Ймовірно того ж року, Бусон прийняв чернечий постриг у місцевому монастирі Ґуґьо, який прикрасив своїми настінними розписами.
1751 року 36-річний поет вирушив до столиці Кіото. Він прагнув вивчити нові тенденції у образотворчому мистецтві, які започаткували Сакакі Хякусен і Іке но Тайґа. Через три роки Бусон виїхав на етюди до сусідньої провінції Танґо, де провів 3 роки. Він опанував техніку китайського деревориту, розвинув зорову пам'ять і створив велику кількість картин. Бусон віддавав перевагу китайському стилю над японським, малюючи переважно тушеві пейзажі та образи китайських божеств і святих. Після повернення до Кіото він змінив своє прізвище на Йоса, одружився і мав у шлюбі одну доньку. Завдяки завершенню в 1763 році двох великих настінних розписів «Гори і води» та «Дикі коні» він здобув у столиці визнання одного з провідних художників.
Протягом 1764—1772 років Бусон переважно займався малюванням. В цей час він здійснив подорож до провінції Санукі в 1766—1768 роках, де розвинув оригінальну техніку передачі кольору відтінками туші. Після цього 1771 року Бусон спільно з Іке но Тайґою створив серію картин «Десять зручностей, десять приємностей», яка вважається шедевром японського інтелектуального стилю будзін-ґа нового часу. Бусон також активно почав складати нові хайку, використовуючи мотиви японської класичної літератури й історії та естетичні прийоми китайської романтичної поезії.
1770 року Бусон успадкував головування у поетичній школі Яхантей, яку свого часу очолював його покійний наставник Хаяно Хадзін. Наступного року він видав збірник хайку «Весна 1771». Особливо успішними були збірники «Ясний ворон» 1773 року та «Продовження ясного ворона» 1776 року, створені на популярній хвилі захоплення японською старовиною. Сам Бусон мислив себе не стільки як поет скільки як художник, тому поставив свого учня Кіто заступником поетичної школи, прагнучи скоріше передати йому головування в Яхантеї. Проте японські інтелектуали вважали навпаки і щорічно сходилися до Кіото, аби отримати настанови від Бусона-поета. Серед них були Басуй і Ранко з Канадзави, Тьора з Ісе, Кьотай з Наґої, та інші. Завдяки контактам з цими людьми Бусон налагодив систему продажу своїх поетичних і художніх творів у регіони.
1776 року поет взяв участь у віршових читаннях в монастирі Конпукудзі на сході столиці, що були організовані за ініціативи Хіґуті Дорю. Бусон почав переписувати сутри і подумувати над відходом від мирської діяльності. Водночас заснував класи для вивчення хайку і видав спільно із учнем Кіото збірку «Персики і сливи». 1777 року, після видачі заміж єдиної доньки, поет опублікував під своєю редакцією збірник «Веселощі Яхан», до якого увійшла його ностальгічна колекція хайку «Мелодія весняного вітру Кеми». Вона вважається шедевром світової літератури.
Після 1777 року літературна активність Бусона спала. Він повністю присвятив себе малюванню, переклавши турботи поетичної школи на плечі учня Кіто. До 1782 року він створив великі пано «Пейзаж пір року», «Сільські коні», «Усамітнення в бамбуці» та «Засніжені будинки вночі».
На початку 1783 року 68-річний Бусон тяжко захворів. Він не зміг перенести хвороби і помер 17 січня. Поховали поета в монастирі Компукудзі в Кіото поруч з хатинкою Мацуо Басьо.

## Українські переклади
Українською твори Бусона перекладали Іван Бондаренко та Геннадій Турков.